# Морська десантна операція

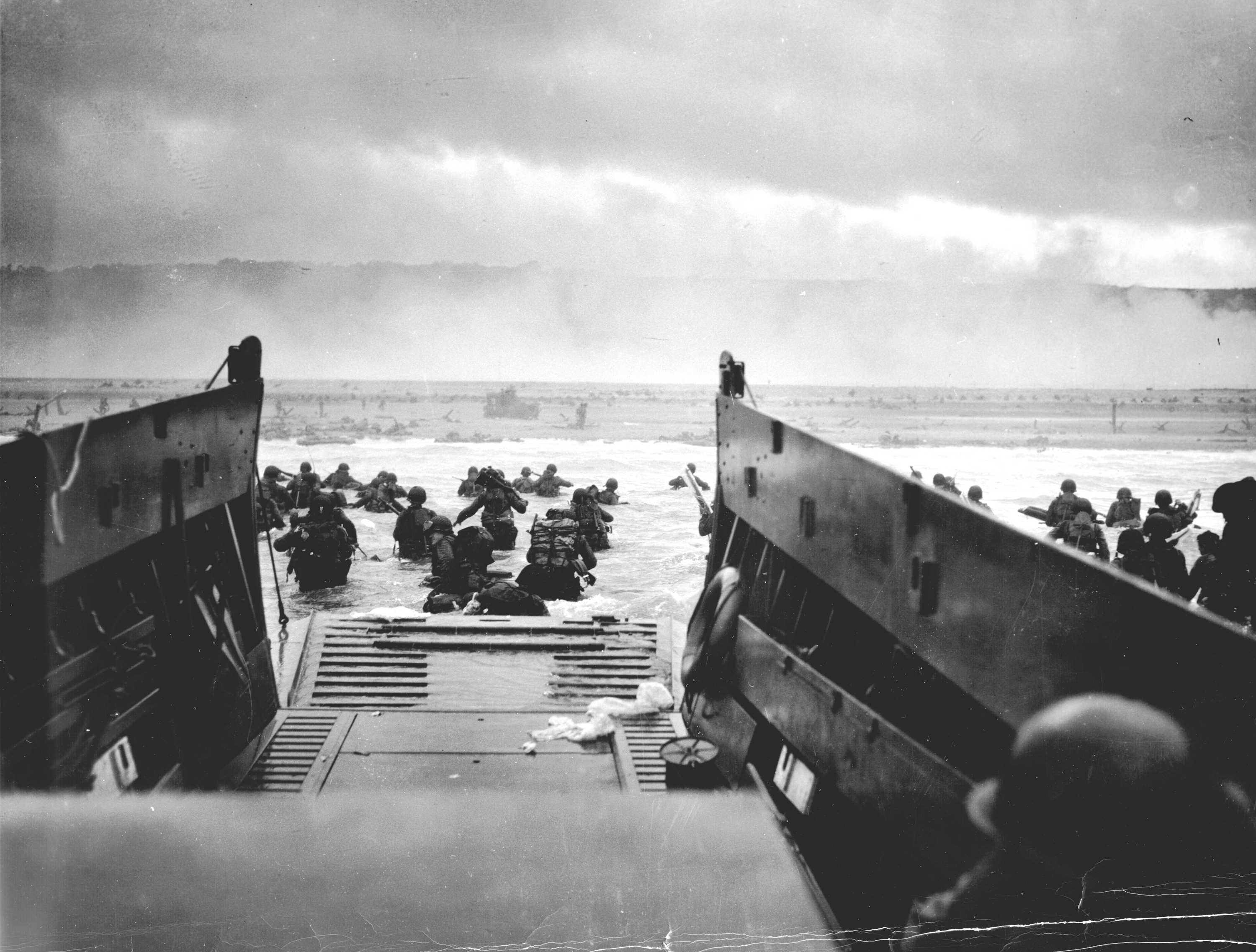
Висадка морського десанту. 1-ша піхотна дивізія армії США. Омаха-Біч. Операція «Нептун». 6 червня 1944

Морська десантна операція — узгоджені та взаємопов'язані за єдиним задумом і планом дії з формування, переходу морем і висадки морського десанту на територію, що обороняється противником і виконання бойових завдань на березі після висадки. Морська десантна операція проводиться спільними зусиллями з'єднань (об'єднань) сухопутних військ і флоту у взаємодії із з'єднаннями та частинами військово-повітряних сил, військ протиповітряної оборони та повітряно-десантних військ.

## Цілі
Цілями морської десантної операції можуть бути: заволодіння зонами проток, важливими районами узбережжя і великими островами, військово-морськими базами та іншими об'єктами противника, сприяння військам, що наступають на приморському напрямі, в розгромі угруповань противника, що протистоять та поліпшенні умов базування флоту.

## Види
Морські десанти, які висаджуються на берег, можуть бути оперативно-стратегічного або оперативного значення. У 2-й світовій війні лише в декількох операціях висаджувалися морські десанти оперативно-стратегічного значення (наприклад, Нормандська десантна операція 1944). В інших морських десантних операціях висаджувалися оперативні десанти (див. Керченсько-Феодосійська десантна операція 1941-42, Керченсько-Ельтигенська десантна операція 1943 та інші).
Як форма ведення військових дій морська десантна операція склалася ще в роки 1-ї світової війни. До того часу перевезення військ через водний простір і висадка їх на берег називалася десантною експедицією. Вважалося, що для успіху такої експедиції необхідно попередньо знищити або значно послабити основні сили флоту противника в морській битві і тим самим забезпечити панування на морі свого флоту.
Морська десантна операція охоплює: бойові дії по розгрому або ослаблення корабельних і авіаційних угрупувань противника, які становлять загрозу десанту, і підтримці сприятливих умов у районі проведення операції, посадку військ на десантні кораблі та транспортні судна, перехід десанту морем, придушення протидесантної оборони противника, бій за висадку і виконання десантом завдань на березі, а також бойові дії військ і сил, які забезпечують морські десанти.
Морська десантна операція являє собою одну з найскладніших спільних операцій різних видів збройних сил, в ході якої для успішного вирішення завдань на морі, суші і в повітрі потрібно особливо чітке узгодження дій всіх залучених військ і сил. Керівництво підготовкою та проведенням морської десантної операції, як правило, покладається на командувача загальновійськовим об'єднанням, іноді — на командувача оперативним об'єднанням флоту.

## Підготовка
Підготовка морської десантної операції включає: прийняття рішення на операцію, постановку завдань військам і силам, планування операції, організацію взаємодії, всіх видів забезпечення та управління, а також підготовку військ, десантно-висадочних засобів, кораблів і авіації, інженерне обладнання районів зосередження, очікування і посадки та інші заходи. Для проведення операції створюються угруповання: військ морського десанту; повітряного десанту (якщо вони застосовуються в операції); сил висадки, сил оперативного прикриття десанту на переході морем і в районі висадки, ракетних військ, військ протиповітряної оборони і авіації, а також резерв сил.

## Проведення
Морська десантна операція починається з бойових дій із завоювання панування в повітрі, створення та підтримання сприятливого оперативного режиму в районі проведення операції. Перехід десанту морем здійснюється в складі десантних загонів одним або кількома ешелонами під прикриттям сил флоту і засобів протиповітряної оборони. Придушення об'єктів протидесантної оборони противника в залежності від обстави починається завчасно або безпосередньо перед висадкою морського десанту. Сили висадки з підходом до берега перешиковуються з похідного в бойовий порядок для бою за висадку, котрий полягає в прориві протидесантої оборони противника на воді і на березі, захопленні ділянок висадки передовими загонами десанту, розширенні і об'єднання їх в загальний плацдарм і висадці на нього головних сил десанту.
Передові загони, котрі висадилися на берег захоплюють ділянки висадки. Слідом за 1-м ешелоном висаджуються основні сили десанту. Час викидання (висадки) повітряного десанту залежить від характеру завдань, які стоять перед ним і обстави, що створилася в районі висадки морського десанту. За безпосередньою участю повітряного десанту в бою за висадку він може викидатися (висаджуватися) раніше початку висадки морського десанту, а при вирішенні завдань із затримання або недопущення підходу резервів противника до району висадки — одночасно з початком висадки морського десанту або з деяким випередженням. В ході бою кораблі і авіація здійснюють вогневу підтримку дій десантів на березі, забезпечуючи створення бази висадки морського десанту і оборону сил в районі висадки. Прикриття сил висадки і військ морського десанту в районі бою за висадку з моря і повітря забезпечується силами оперативного прикриття, військами протиповітряної оборони та авіацією. Успіх бою досягається надійним придушенням протидесантної оборони противника, високими темпами висадки військ на берег, безперервним нарощуванням сил морського десанту і рішучим наступом військ на березі.
Найбільше застосування й розвиток морська десантна операція отримала за часів 2-ї світової війни 1939-45, в ході якої на Тихоокеанському і Середземноморському театрах воєнних дій було висаджено понад 600 десантів, у тому числі кілька стратегічного масштабу. У ході німецько-радянської війни 1941-45 радянським Військово-морським флотом спільно з іншими видами Збройних Сил було висаджено понад 100 десантів і проведені великі десантні операції: в 1941-42 — Керченсько-Феодосійська, в 1943 — Новоросійська і Керченсько-Ельтигенська, в 1944 — Моонзундська, в 1945 — Курильська тощо. У післявоєнний період морську десантну операцію проводив американський флот під час Корейської війни (1951), у В'єтнамі (з 1964), англо-французький флот — під час агресії проти Єгипту (1956).